# Hrușuvato-Krînîcine, Sînelnîkove
Hrușuvato-Krînîcine (în ucraineană Грушувато-Криничне) este un sat în comuna Novohnide din raionul Sînelnîkove, regiunea Dnipropetrovsk, Ucraina.

## Demografie
Componența lingvistică a localității Hrușuvato-Krînîcine
     Ucraineană (90,63%)
     Rusă (9,38%)
Conform recensământului din 2001, majoritatea populației localității Hrușuvato-Krînîcine era vorbitoare de ucraineană (90,63%), existând în minoritate și vorbitori de rusă (9,38%).